# Ceyxia
Ceyxia is een geslacht van vliesvleugeligen uit de familie bronswespen (Chalcididae). De wetenschappelijke naam van dit geslacht is voor het eerst geldig gepubliceerd in 1911 door Girault.

## Soorten
Het geslacht Ceyxia omvat de volgende soorten:
- Ceyxia acutigaster Andrade & Tavares, 2009
- Ceyxia amazonica Andrade & Tavares, 2009
- Ceyxia atuberculata Andrade & Tavares, 2009
- Ceyxia belfragei (Crawford, 1910)
- Ceyxia bellisima Andrade & Tavares, 2009
- Ceyxia concitator (Walker, 1862)
- Ceyxia decreta (Walker, 1862)
- Ceyxia dentiformis Andrade & Tavares, 2009
- Ceyxia diminuta Andrade & Tavares, 2009
- Ceyxia dorsalis (Walker, 1862)
- Ceyxia flaviscapus (Girault, 1911)
- Ceyxia fusidentata Andrade & Tavares, 2009
- Ceyxia gibbosa Andrade & Tavares, 2009
- Ceyxia laminata Andrade & Tavares, 2009
- Ceyxia laticlipeata Andrade & Tavares, 2009
- Ceyxia latilabra Andrade & Tavares, 2009
- Ceyxia longiarticulata Andrade & Tavares, 2009
- Ceyxia longiscutellaris Andrade & Tavares, 2009
- Ceyxia longispina Andrade & Tavares, 2009
- Ceyxia nigropetiolata Andrade & Tavares, 2009
- Ceyxia paraensis Andrade & Tavares, 2009
- Ceyxia parvidentata Andrade & Tavares, 2009
- Ceyxia perparva Andrade & Tavares, 2009
- Ceyxia pseudovillosa Andrade & Tavares, 2009
- Ceyxia tibiodilatata Andrade & Tavares, 2009
- Ceyxia ventrispinosa (Girault, 1911)
- Ceyxia villosa (Olivier, 1791)